# Greisch
Greisch (Luxemburgs: Gräisch) is een plaats in de gemeente Habscht en het kanton Capellen in het Groothertogdom Luxemburg.
Greisch telde 182 inwoners op 1 januari 2018.

## Geschiedenis
Tot 1843 was Greisch een zelfstandige gemeente. De plaats maakte deel uit van de gemeente Septfontaines tot deze op haar beurt werd opgeheven op 1 januari 2018.

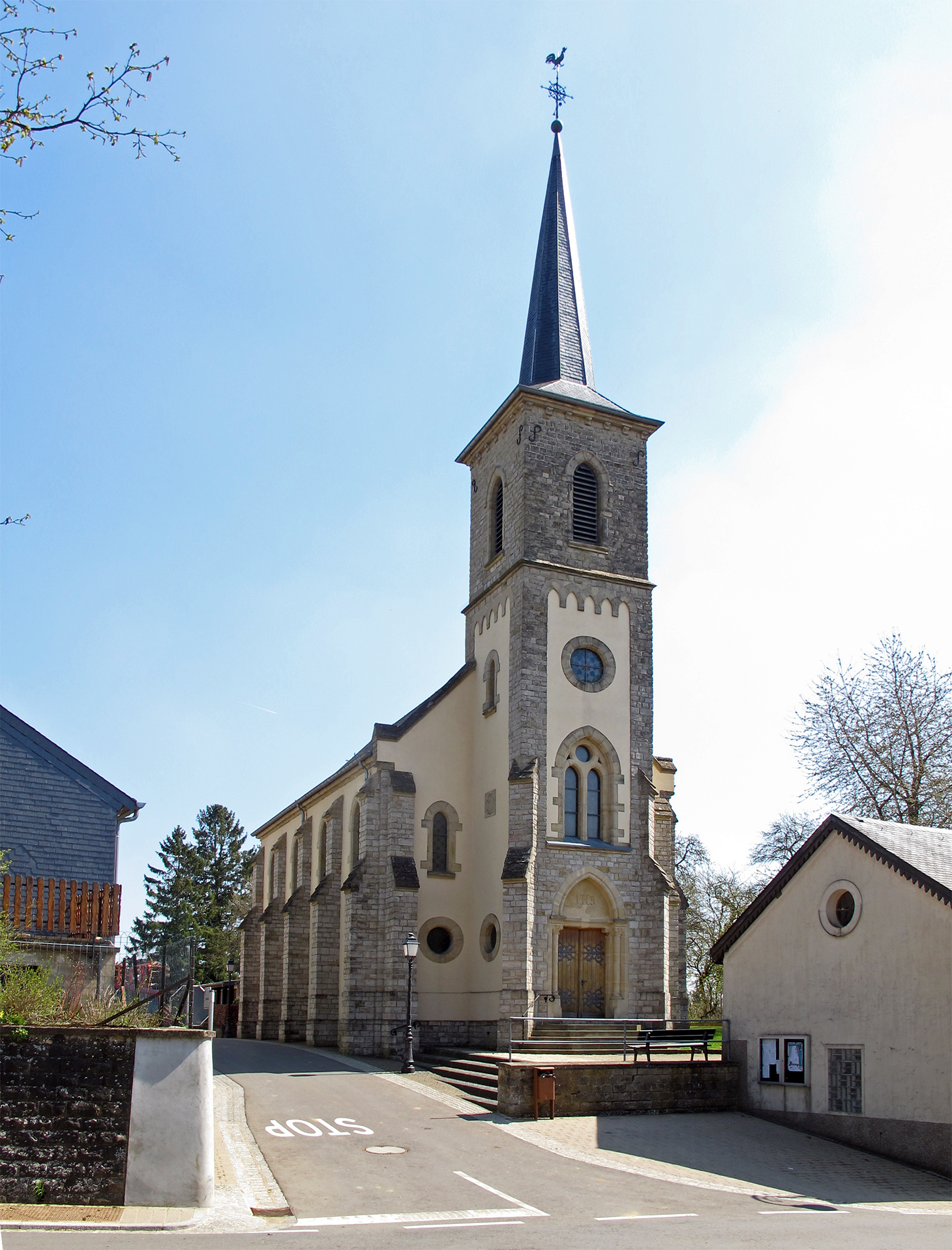
De kerk van Greisch

Eischen · Greisch · Hobscheid · Roodt-sur-Eisch · Septfontaines

Luxemburgse gemeenten · Kanton Capellen · Luxemburg